# Aljaksej Kolasaŭ
Aljaksej Andrejevitj Kolasaŭ, belarusiska: Аляксей Андрэевіч Коласаў, eller Aleksej Andrejevitj Kolosov, ryska: Алексей Андреевич Колосов, född 4 januari 2002, är en belarusisk professionell ishockeymålvakt som är kontrakterad till Philadelphia Flyers i National Hockey League (NHL) och spelar för Lehigh Valley Phantoms i American Hockey League (AHL).
Han har tidigare spelat för HK Dinamo Minsk i Kontinental Hockey League (KHL).
Kolasaŭ draftades av Philadelphia Flyers i tredje rundan i 2021 års draft som 78:e spelare totalt.